# ロナルド・メイス
ロナルド・メイス（Ronald Mace, FAIA、1941年 - 1998年6月29日）は、アメリカの建築家、プロダクトデザイナー、教育者、コンサルタント。

## 幼少期と教育
ニュージャージー州ジャージーシティに生まれ、ノースカロライナ州ウィンストン・セーラムで育った。2人兄弟の弟であった。1950年、9歳のときポリオにかかり、病院に1年間入っていた。ポリオにかかった後は車いすを使用していた。
ノースカロライナ州立大学のデザイン学部で建築を学んだ。そこでは行くことのできない施設があり、キャンパス施設の利用が制限されていた。1966年に建築学の学位を取得して卒業した。

## 建築およびデザインの経歴
卒業後4年間建築家として働き、その後建築設計におけるアクセシビリティの主張に携わるようになった。ノースカロライナ州の1973年3月13日第11章の採択に尽力した。これはアメリカ合衆国で採択された最初のアクセシビリティに焦点を置いた建築基準であった。これは他の州でもモデルとして役立ち、1988年の公正住宅改正法や1990年の障害を持つアメリカ人法を含む障害の差別を禁止する連邦法を可決するための後の運動の基盤の1つであった。また、1973年のリハビリテーション法にも取り組んだ。1974年に設立されたBarrier Free Environments, Inc.の社長および会社管理人であった。これはアクセシビリティとユニバーサルデザインに焦点を合わせたコンサルタント会社であった。BFE Architecture, P.A.の社長でもあった。
母校であるノースカロライナ州立大学のデザイン学部とともに1989年にCenter for Accessible Housingを設立した。これは後にCenter for Universal Designとなった。連邦政府の資金援助を受けたこのセンターは「住宅、製品、建築環境におけるユニバーサルデザインに関する研究・情報に対する主要な国内・国際的な供給源」となった。デザイン学部建築学科の研究教授でもあった。

## 栄誉など
アメリカ建築家協会のフェローであった。1992年、ブッシュ大統領から「障害者の尊厳、平等、自立、雇用の促進について」「アメリカ大統領功労賞」を受賞した。 1996年、アメリカ建築家協会からPresidential Citationを受賞した。1997年にはノースカロライナ州立大学Distinguished Alumni賞を受賞した。

## 死去
1998年6月29日ノースカロライナ州ローリーにある自宅で亡くなった。死因はポリオによる心臓の不整脈であった。